# Grand Prix WMRA 2004
Navigation
2003 2005
Le Grand Prix WMRA 2004 est la sixième édition du Grand Prix WMRA, compétition internationale de courses en montagne organisée par l'association mondiale de course en montagne.

## Règlement
Le barème de points est identique à l'année précédente. Le calcul est identique dans les catégories féminines et masculines. Le score final cumule les 4 meilleures performances de la saison. Pour être classé, un athlète doit participer à au moins deux épreuves.
| Classement | 1er | 2e | 3e | 4e | 5e | 6e | 7e | 8e | 9e | 10e | 11e | 12e | 13e | 14e | 15e | 16e | 17e | 18e | 19e | 20e | 21e | 22e | 33e | 24e | 25e | 26e | 27e | 28e | 29e | 30e |
| ---------- | --- | -- | -- | -- | -- | -- | -- | -- | -- | --- | --- | --- | --- | --- | --- | --- | --- | --- | --- | --- | --- | --- | --- | --- | --- | --- | --- | --- | --- | --- |
| Points     | 100 | 80 | 60 | 50 | 45 | 40 | 36 | 32 | 29 | 26  | 24  | 22  | 20  | 18  | 16  | 15  | 14  | 13  | 12  | 11  | 10  | 9   | 8   | 7   | 6   | 5   | 4   | 3   | 2   | 1   |

## Programme
Le calendrier se compose de six courses.
| Nom de la course                    | Distance               | Dénivelé                | Pays      | Date              |
| ----------------------------------- | ---------------------- | ----------------------- | --------- | ----------------- |
| Course de montagne Terlan-Mölten    | 9,2 km                 | +1 050 m                | Italie    | 16 mai 2004       |
| Course de montagne du Grossglockner | 13,3 km                | +1 265 m/-150 m         | Autriche  | 18 juillet 2004   |
| Course de Schlickeralm              | 11,2 km                | +1 270 m                | Autriche  | 1er août 2004     |
| Challenge Stellina                  | 14,4 km () / 8,1 km () | +1 630 m () / +820 m () | Italie    | 22 août 2004      |
| Course de montagne du Hochfelln     | 8,9 km                 | +1 074 m                | Allemagne | 26 septembre 2004 |
| Course de Šmarna Gora               | 9,2 km                 | +710 m/-620 m           | Slovénie  | 9 octobre 2004    |

## Résultats

### Hommes
Jonathan Wyatt commence la saison par une victoire à la course de montagne Terlan-Mölten. Il devance les Italiens Marco Gaiardo et Marco De Gasperi. La course de montagne du Grossglockner bat son record de participation avec 962 participants. Jonathan Wyatt remporte la course aisément en établissant un nouveau record en 1 h 11 min 32 s. Le précédent détenteur du record, Martin Cox, termine deuxième devant Robert Krupička. Le Néo-Zélandais enchaîne les victoires et s'impose à Schlickeralm en 55 min 32 s, battant le record détenu par Antonio Molinari. Le Britannique John Brown termine deuxième devant l'Autrichien Markus Kröll. Jonathan Wyatt remporte sa sixième victoire consécutive au Challenge Stellina, juste avant de s'envoler pour Athènes pour les Jeux olympiques. Les Italiens Gaiardo et Molinari complètent le podium. Après sa 21e place au marathon des Jeux olympiques, Wyatt enchaîne les courses de montagne et termine sa saison avec une victoire au Hochfelln alors qu'il est déjà mathématiquement assuré de la coupe. Le podium est complété par John Brown et Helmut Schiessl. L'Italien Emanuele Manzi remporte sa troisième victoire à Šmarna Gora devant le coureur local Mitja Kosovelj. Absent de la finale en raison de sa participation aux courses sur route, Jonathan Wyatt remporte le classement du Grand Prix avec un score parfait de 400 points, ayant remporté toutes les autres courses du calendrier. Le Britannique John Brown se classe deuxième grâce à bonne constance, juste devant Emanuele Manzi,.
| Course                              | Vainqueur      | Deuxième       | Troisième        |
| ----------------------------------- | -------------- | -------------- | ---------------- |
| Course de montagne Terlan-Mölten    | Jonathan Wyatt | Marco Gaiardo  | Marco De Gasperi |
| Course de montagne du Grossglockner | Jonathan Wyatt | Martin Cox     | Robert Krupička  |
| Course de Schlickeralm              | Jonathan Wyatt | John Brown     | Markus Kröll     |
| Challenge Stellina                  | Jonathan Wyatt | Marco Gaiardo  | Antonio Molinari |
| Course de montagne du Hochfelln     | Jonathan Wyatt | John Brown     | Helmut Schiessl  |
| Course de Šmarna Gora               | Emanuele Manzi | Mitja Kosovelj | Roman Skalsky    |

### Femmes
Daniela Gassmann remporte la victoire à Meltina devant la Kényane Rose Jepchumbi. La Polonaise Izabela Zatorska complète le podium. La Tchèque Anna Pichrtová s'impose au Grossglockner en battant la précédente gagnante Izabela Zatorska de plus de cinq minutes. Daniela Gassmann complète le podium. Anna Pichrtová remporte la victoire à la course de Schlickeralm en battant à nouveau la Polonaise Zatorska. Contrairement à Jonathan Wyatt, Anna Pichrtová s'est déjà absentée pour sa participation au marathon des Jeux olympiques. Elle laisse le champ libre à Izabela Zatorska qui remporte la victoire au Challenge Stellina. Les Italiennes Antonella Confortola et Matilde Ravizza complètent le podium. L'Italienne Confortola remporte sa seconde victoire d'affilée au Hochfelln. Elle devance Izabela Zatorska et Daniela Gassmann. La fondeuse Petra Majdič s'impose lors de la finale à Šmarna Gora. Elle devance sa jeune compatriote Mateja Kosovelj et la Polonaise Irena Czuta-Pakosz. Les principales favorites étant absentes, Izabela Zatorska remporte le Grand Prix devant Daniela Gassmann et Antonella Confortola,.
| Course                              | Vainqueur            | Deuxième             | Troisième          |
| ----------------------------------- | -------------------- | -------------------- | ------------------ |
| Course de montagne Terlan-Mölten    | Daniela Gassmann     | Rose Jepchumba       | Izabela Zatorska   |
| Course de montagne du Grossglockner | Anna Pichrtová       | Izabela Zatorska     | Daniela Gassmann   |
| Course de Schlickeralm              | Anna Pichrtová       | Izabela Zatorska     | Moana Burt         |
| Challenge Stellina                  | Izabela Zatorska     | Antonella Confortola | Matilde Ravizza    |
| Course de montagne du Hochfelln     | Antonella Confortola | Izabela Zatorska     | Daniela Gassmann   |
| Course de Šmarna Gora               | Petra Majdič         | Mateja Kosovelj      | Irena Czuta-Pakosz |

## Classements
| Rang          | Nom             | Course 1 | Course 2 | Course 3 | Course 4 | Course 5 | Course 6 | Points |
| ------------- | --------------- | -------- | -------- | -------- | -------- | -------- | -------- | ------ |
| Médaille d'or | Jonathan Wyatt  | 100      | 100      | 100      | 100      | 100      |          | 400    |
| 2             | John Brown      |          | 12       | 80       | 50       | 80       | 50       | 260    |
| 3             | Emanuele Manzi  | 45       |          |          | 45       | 36       | 100      | 226    |
| 4             | Robert Krupička | 50       | 60       | 45       |          | 50       |          | 205    |
| 5             | Markus Kröll    | 32       | 24       | 60       | 29       | 40       | 36       | 168    |
| 6             | Marco Gaiardo   | 80       |          |          | 80       |          |          | 160    |

| Rang          | Nom                  | Course 1 | Course 2 | Course 3 | Course 4 | Course 5 | Course 6 | Points |
| ------------- | -------------------- | -------- | -------- | -------- | -------- | -------- | -------- | ------ |
| Médaille d'or | Izabela Zatorska     | 60       | 80       | 80       | 100      | 80       |          | 340    |
| 2             | Daniela Gassmann     | 100      | 60       | 50       |          | 60       |          | 270    |
| 3             | Antonella Confortola | 50       |          |          | 80       | 100      |          | 230    |
| 4             | Anna Pichrtová       |          | 100      | 100      |          |          |          | 200    |
| 5             | Moana Burt           |          | 50       | 60       | 45       |          |          | 155    |
| 6             | Irena Czuta-Pakosz   |          | 18       | 29       |          | 36       | 60       | 143    |